# Schiff-base

Structuurformule van een Schiff-base.

De Schiff-basen of azomethines vormen in de organische chemie in zekere zin een stofklasse, genoemd naar de Duitse scheikundige Hugo Schiff. Een Schiff-base is afgeleid van een imine en heeft als algemene formule R1R2C=N-R3. Hierbij is R3-groep een alkyl- of arylgroep. In feite zijn het speciale aldimines.
Een Schiff-base die is afgeleid van een aniline-derivaat en waarbij de R3-groep een fenylgroep of gesubstitueerde fenylgroep is, wordt een anil genoemd.

## Synthese
Schiff-basen kunnen gesynthetiseerd worden uit een nucleofiele additie van een aromatisch amine en een carbonylverbinding. Hierbij ontstaat een hemiaminal dat gedehydrateerd kan worden om zo het Schiff-base te vormen. In een typische reactie reageert 4,4'-diaminodifenyl met vanilline:

Vorming van een Schiff-base.

## Polyazomethine
Polyazomethines of poly(Schiff-base)n zijn polymeren met azomethinegroepen −R'N=CHR- in de keten, waarbij R een alkyl- of arylgroep is. Geconjugeerde polyazomethines hebben interessante elektronische, optische en elektrochemische eigenschappen en zijn potentieel bruikbaar in opto-elektronische toepassingen, bijvoorbeeld in optische pH-sensoren, organische zonnecellen of in leds.  Ze zijn thermisch stabiel en mogelijk geschikt voor toepassingen in de lucht- en ruimtevaart.